# Phyllonorycter turcomanicella
Phyllonorycter turcomanicella là một loài bướm đêm thuộc họ Gracillariidae. Loài này có ở Turkmenistan.
Ấu trùng ăn Acer turcomanicum. Chúng ăn lá nơi chúng làm tổ.